# 新安公主 (刘宋)
新安公主（?—?），是中国南北朝宋武帝刘裕第五女，名字和生母是不详。
新安公主嫁给了太原王氏的王景深，后来二人离婚，皇帝想把她改嫁琅琊王氏的王景文（王彧），王景文托病推辞，事情没有成功。史书没有记载新安公主的生卒年。